# Zephyranthes flavissima
Zephyranthes flavissima är en amaryllisväxtart som beskrevs av Pierfelice Ravenna. Zephyranthes flavissima ingår i släktet Zephyranthes och familjen amaryllisväxter. Inga underarter finns listade i Catalogue of Life.